# Жунова
Жунова је насељено место у Босни и Херцеговини у општини Олово у Зеничко-добојском кантону које административно припада Федерацији Босне и Херцеговине. Према последњем попису становништва из 2013. у насељу је живело 179 становника.

## Географија
Насеље се налази на надморској висини од 805 метара, површине 7,2 км2, са густином насељености 24,86 становника по км2.

## Становништво
| Националност       | 1971.        | 1981.        | 1991.        | 2013.        |
| Муслимани*         | 189 (92,20%) | 246 (88,17%) | 287 (96,31%) |              |
| Срби               | 15 (7,317%)  | 15 (5,376%)  | 10 (3,356%)  |              |
| остали и непознато | 1 (0,613%)   |              |              |              |
| Југословени        | 1 (0,488%)   |              | 1 (0,336%)   |              |
| Хрвати             |              | 1 (0,358%)   |              |              |
| Укупно             | 205 (100,0%) | 279 (100,0%) | 298 (100,0%) | 179 (100,0%) |

- Муслимани се данас углавном изјашњавају као Бошњаци.